# He (lettre)
Pour les articles homonymes, voir He.
| Carrée           | Carrée           | Cursive | Rachi |
| sans empattement | avec empattement | Cursive | Rachi |
| ---------------- | ---------------- | ------- | ----- |
| ה                | ה                |         |       |

ה, He ou Hè (prononcé /hɛ/) est la cinquième lettre de l'alphabet hébreu.
Dans l'alphabet hébreu, chaque lettre a une valeur chiffrée et une représentation. Sa valeur numérique est 5 et sa signification est rapportée à la « louange ».
Le caractère phénicien représente un battant de porte à claire-voie. Son appariement alphabétique avec la lettre daleth, et qui représente une porte, a fait l'objet de spéculations symboliques.  

## Particularités
- La lettre He est celle qui est utilisée comme article défini en hébreu, où elle est directement accolée devant le nom.

- ה se retrouve deux fois dans le « nom propre » de Dieu YHWH (יהוה) .

- La lettre He flanquée d’une apostrophe 'ה est l’abréviation du « nom de Dieu » (HaShem). Elle figure par exemple dans l'acronyme ב״ה׳ (« Bezrat HaShem » = « avec l'aide du Nom [sous entendu : de Dieu] ») que l'on retrouve souvent en haut à droite d’un document ou d'une page web.

- Cette lettre est, avec la lettre Qof, l’une des 2 lettres constituées de 2 traits séparés par un espace. Toutes les autres lettres sont d’un seul bloc.

- Dans le jeu du Dreydel, chacune des 4 faces de la toupie porte une lettre : נ ג ה ש qui sont les initiales de la phrase « Nes Gadol Haya Sham » = « un grand miracle s’est produit là-bas ». Lorsque les enfants jouent avec pendant la fête de Hanoucca, si la toupie tombe sur ה (Hei), on gagne la moitié du pot (H[ei] comme „Halb!”, moitié en allemand et en yiddish). S’il y a un nombre impair dans le pot, on arrondit.

Elle donnera l'Epsilon (Ε, ε) de l'alphabet grec le E de l'alphabet latin et le Ye de l'alphabet cyrillique. He, comme toutes les autres lettres hébraïques, représentait une consonne, mais les équivalents en latin, grec et cyrillique ne représentent que la voyelle qui le suit.